# Quebrada Matamoros
La quebrada Matamoros es un curso de agua intermitente de la Provincia de Huasco en la Región de Atacama, ubicado al norte de la quebrada Carrizal.

## Trayecto
Esta cuenca de corto trayecto es la principal de las cuencas del ítem 036 después de la quebrada Totoral. Se desarrolla entre la Cordillera de la Costa y las Planicies Litorales.: 18 

## Historia
Luis Risopatrón lo describe en su Diccionario Jeográfico de Chile: 535 
Matamoros (Quebrada) 27° 57' 71° 10'. Tiene 2 056 hectáreas de hoya hidrográfica i desemboca en la ribera del mar en las cercanías del puerto del mismo nombre. 98, II, p. 472 i carta de San Román (1892); 99, p. 11; 130; i 156.